# Попов, Борис (подводник)
Борис Попов (род. 6 июля 1946 года) — советский подводный ориентировщик и пловец в ластах.

## Карьера
Родился в Ленинграде, но школу заканчивал в Таллине. Там же в 1973 году закончил Таллинский технологический институт по строительной специальности.
Подводным спортом занимается с 1960 года в Таллинском яхт-клубе. С 1965 года — член сборной Эстонии, а в 1967—1971 годах — член сборной СССР. На первом чемпионате Европы стал двукратным чемпионом в групповом упражнении и на дистанции 1000 метров. На следующем чемпионате стал трёхкратным чемпионом. На третьем чемпионате наша команда выступила не столь удачно и Борис стал лишь серебряным призёром в групповом упражнении.